# Assistansanordnarna
Assistansanordnarna är en svensk branschorganisation för anordnare av personlig assistans, startad 2006, men med bakgrund i ett nätverk från mitten av 1990-talet.